# 出尾扁甲科
出尾扁甲科（学名：Monotomidae）又名小扁甲科、球棒甲科，是鞘翅目扁甲总科的一个科，世界性分布。

## 特征
出尾扁甲科的成员通常呈近圆柱形至扁平的体型。其特征包括额唇基缝的缺失，触角具有10节，末端1或2节膨大。雄性腹部具有5个可见的腹板，雄性腹部第8节背板在背面可见。